# Лижні перегони на зимових Азійських іграх 2003
Змагання з лижних перегонів на зимових Азійських Іграх 2003 проводилися в Овані (Японія). Було проведено загалом 7 змагань — по три для жінок та чотири для чоловіків.

## Країни-учасники
У змаганні брало участь 51 спортсменів з 9 країн.
| Країна         | КС |
| -------------- | -- |
| Китай          | 8  |
| Індія          | 2  |
| Іран           | 4  |
| Японія         | 10 |
| Казахстан      | 11 |
| Південна Корея | 8  |
| Монголія       | 6  |
| Непал          | 1  |
| Таїланд        | 1  |

## Медалісти
Чоловіки
| Дисципліна             | Золото                                                          | Срібло                                                                       | Бронза                                        |
| ---------------------- | --------------------------------------------------------------- | ---------------------------------------------------------------------------- | --------------------------------------------- |
| 10 км, класичний стиль | Андрей Головко Казахстан                                        | Максім Однодворцев Казахстан                                                 | Дмітрі Єрименко Казахстан                     |
| 15 км, вільний стиль   | Максім Однодворцев Казахстан                                    | Масакі Козу Японія                                                           | Чжан Ченьє Китай                              |
| 30 км, вільний стиль   | Максім Однодворцев Казахстан                                    | Чжан Ченьє Китай                                                             | Дмітрі Єрименко Казахстан                     |
| 4 × 10 км, естафета    | Японія Кацухіто Ебісава Хіроюкі Імаї Міцуо Хоріґоме Масакі Козу | Казахстан Андрей Головко Ніколай Чеботько Дмітрі Єрименко Максім Однодворцев | Китай Лі Гелян Хан Давей Чжан Ченьє Ку Донхай |

Жінки
| Дисципліна            | Золото                                                                   | Срібло                                                          | Бронза                                            |
| --------------------- | ------------------------------------------------------------------------ | --------------------------------------------------------------- | ------------------------------------------------- |
| 5 км, класичний стиль | Світлана Шишкіна Казахстан                                               | Оксана Ятская Казахстан                                         | Єлена Антонова Казахстан                          |
| 10 км, вільний стиль  | Оксана Ятская Казахстан                                                  | Світлана Шишкіна Казахстан                                      | Хоу Юся Китай                                     |
| 4 × 5 км, естафета    | Казахстан Єлена Антонова Оксана Ятская Дар'я Старостіна Світлана Шишкіна | Японія Мадока Нацумі Нобуко Фукуда Суміко Йокояма Чізуру Сонеда | Китай Луан Чженронг Хоу Юся Лі Хунсюе Льов Хонйен |

## Таблиця медалей
| Місце | Країна    | Золото | Срібло | Бронза | Загалом |
| ----- | --------- | ------ | ------ | ------ | ------- |
| 1     | Казахстан | 6      | 4      | 3      | 13      |
| 2     | Японія    | 1      | 2      | 0      | 3       |
| 3     | Китай     | 0      | 1      | 4      | 5       |
| Разом | Разом     | 7      | 7      | 7      | 21      |

## Результати

### Чоловіки

#### 10км, класичний стиль
| Місце | Атлет                        | Час     |
| ----- | ---------------------------- | ------- |
| 1     | Андрей Головко Казахстан     | 26.00.7 |
| 2     | Максім Однодворцев Казахстан | 26.29.0 |
| 3     | Дмітрі Єрименко Казахстан    | 26.57.4 |

#### 15км, вільний стиль
| Місце | Атлет                        | Час     |
| ----- | ---------------------------- | ------- |
| 1     | Максім Однодворцев Казахстан | 35.54.3 |
| 2     | Масакі Козу Японія           | 36.01.2 |
| 3     | Чжан Ченьє Китай             | 36.13.7 |

#### 30км, вільний стиль
| Місце | Атлет                        | Час     |
| ----- | ---------------------------- | ------- |
| 1     | Максім Однодворцев Казахстан | 1:19.20 |
| 2     | Чжан Ченьє Китай             | 1:20.35 |
| 3     | Дмітрі Єременко Казахстан    | 1:21.02 |

#### 4 × 10км, естафета
| Місце | Атлет                                                                        | Час     |
| ----- | ---------------------------------------------------------------------------- | ------- |
| 1     | Японія Кацухіто Ебісава Хіроюкі Імаї Міцуо Хоріґоме Масакі Козу              | 1:43.49 |
| 2     | Казахстан Андрей Головко Ніколай Чеботько Дмітрі Єрименко Максім Однодворцев | 1:44.16 |
| 3     | Китай Лі Гелян Хан Давей Чжан Ченьє Ку Донхай                                | 1:48.14 |

### Жінки

#### 5км, класичний стиль
| Місце | Атлет                      | Час     |
| ----- | -------------------------- | ------- |
| 1     | Світлана Шишкіна Казахстан | 14.50.2 |
| 2     | Оксана Ятская Казахстан    | 14.51.4 |
| 3     | Єлена Антонова Казахстан   | 15.11.7 |

#### 10км, вільний стиль
| Місце | Атлет                      | Час     |
| ----- | -------------------------- | ------- |
| 1     | Оксана Ятская Казахстан    | 26.55.3 |
| 2     | Світлана Шишкіна Казахстан | 27.13.8 |
| 3     | Хоу Юся Китай              | 27.56.8 |

#### 4 × 5км, естафета
| Місце | Атлет                                                                    | Час     |
| ----- | ------------------------------------------------------------------------ | ------- |
| 1     | Казахстан Єлена Антонова Оксана Ятская Дар'я Старостіна Світлана Шишкіна | 58.46.9 |
| 2     | Японія Мадока Нацумі Нобуко Фукуда Суміко Йокояма Чізуру Сонеда          | 1:00.03 |
| 3     | Китай Луан Чженронг Хоу Юся Лі Хунсюе Льов Хонйен                        | 1:01.25 |